# Pilsenerbryggeriet

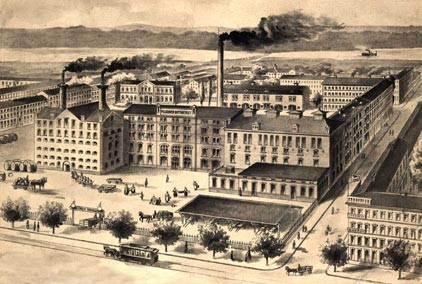
Idealiserad bild av fabriken vid Götgatan omkring 1900.

Pilsenerbryggeriet (officiellt Aktiebolaget Pilsener Bryggeriet) var ett ölbryggeri som låg i kvarteret Tjurberget mindre (nuvarande kvarteret Åkern) vid hörnet vid dagens Götgatan och Ringvägen på Södermalm i Stockholm. Verksamheten lades ner 1909 på grund av bristande lönsamhet.

## Historik

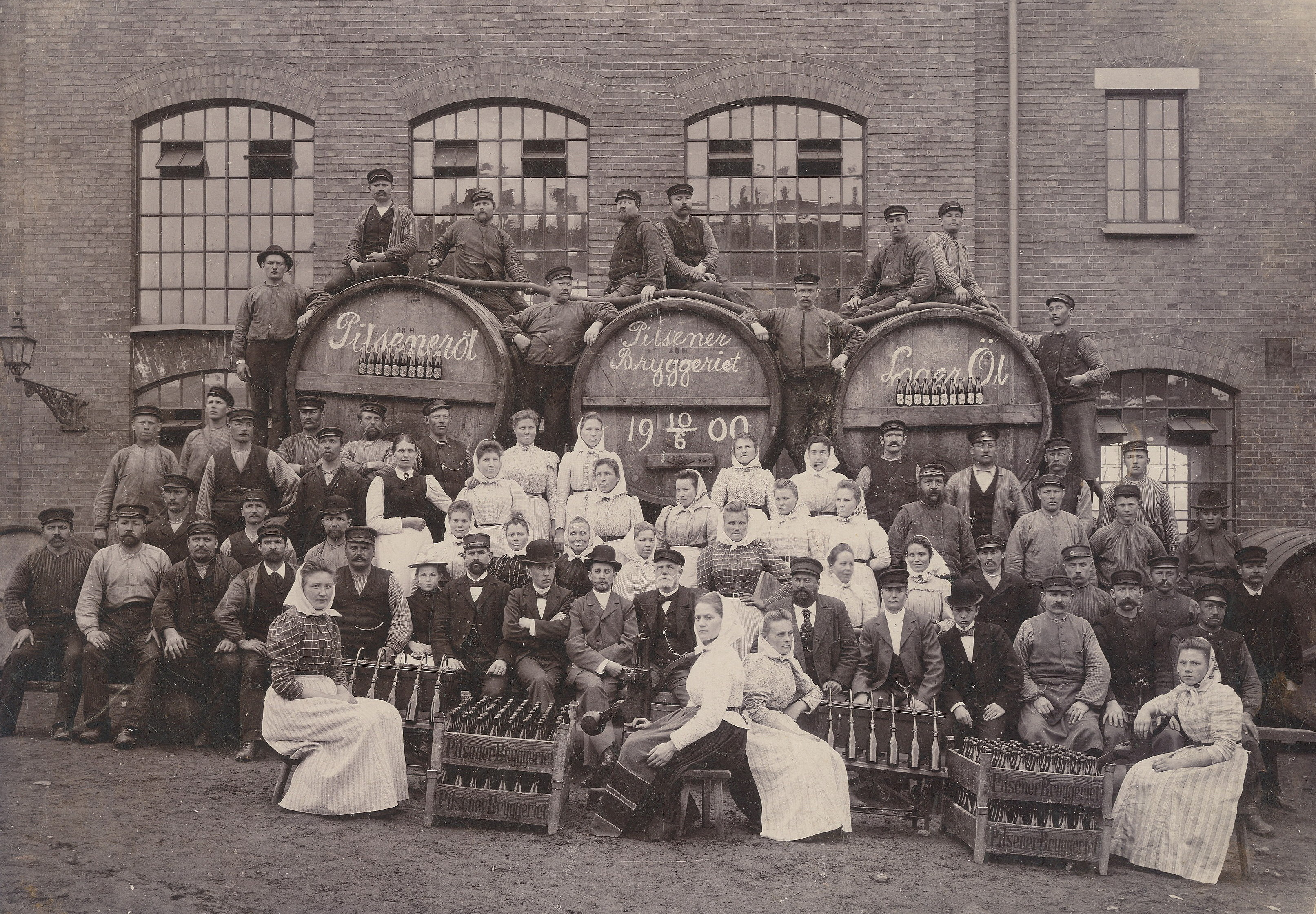
Personalen för Pilsener Bryggeriet, 1900.

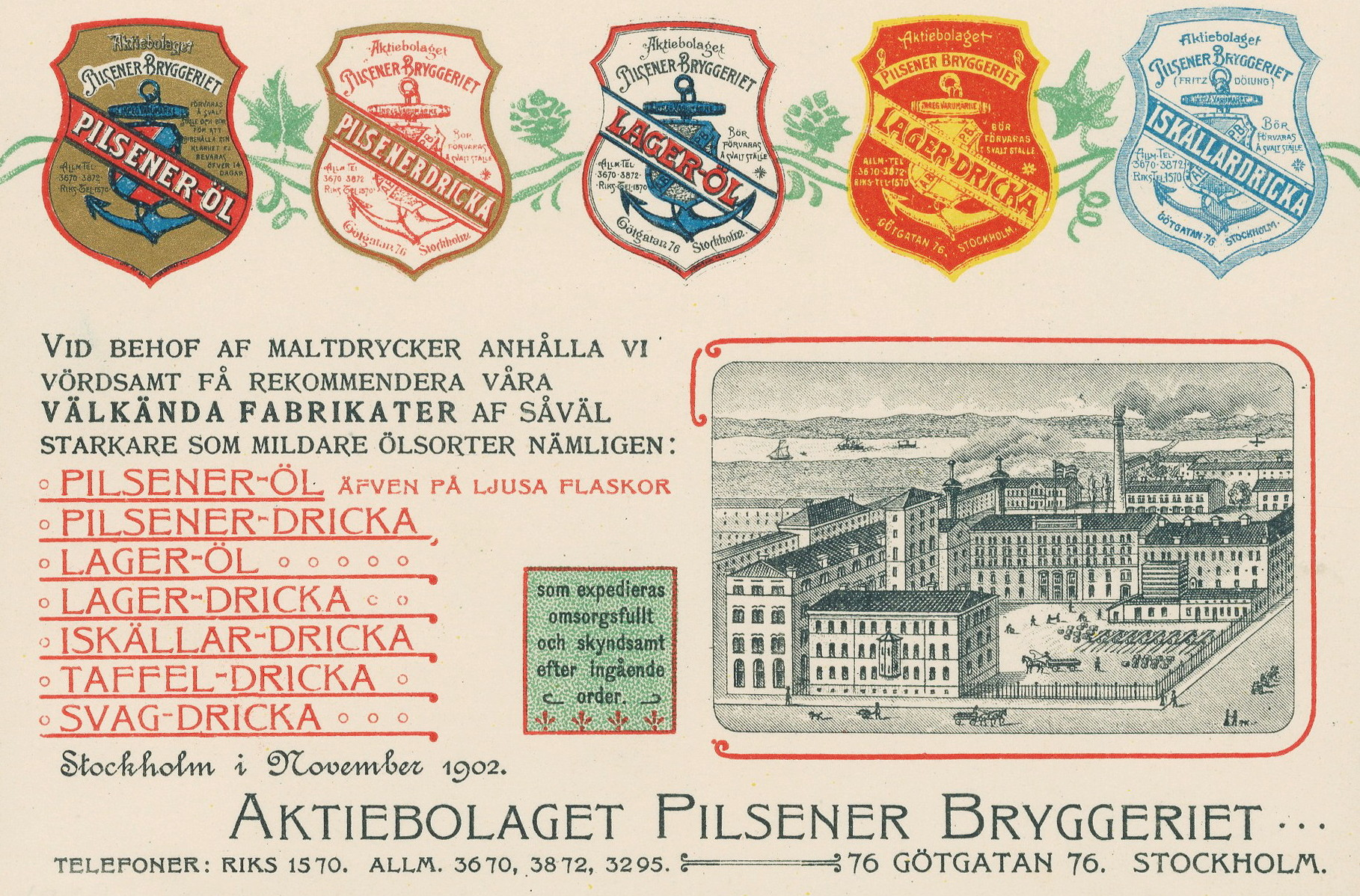

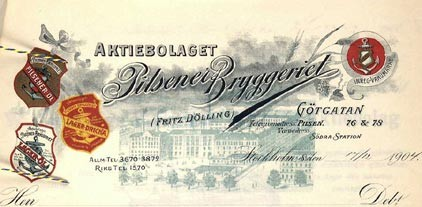

Pilsenerbryggeriets historia går tillbaka till 1720-talet då Mårten Volant hade ett bryggeri i detta område. Mårten Volant hade från år 1706 ett annat bryggeri vid Södra Tullportsgatan (nuvarande Östgötagatan) som Anders Bjurholm övertog 1852 och grundade Bjurholms Bryggeri där. Bryggeriet hade många ägare under tidens gång, bland annat bryggaränkan Anna Törnqvist, född Åkerman. Under hennes tid fick verksamheten en glansperiod; man hade 12 personer anställd, vilket var mycket på den tiden. På 1860-talet ägdes bryggeriet av J. W. Pettersson och Fredrik Knoch med bryggaren Fredric Österman under namnet Österman & Co. Flera andra ägare och bryggare följde och 1893 hade fabriken 31 anställda, men var i förhållande till sina konkurrenter litet och omodernt.
Vid tiden kring 1889 hade den tyske bryggaren Fritz Dölling tillsammans med sina båda söner och en svärson familjeföretaget Nürnbergs Bryggeri, som de sålde till det nystartade konsortiet AB Stockholms Bryggerier. Nürnbergs Bryggeri leddes efter samgående med Stockholms Bryggerier en tid av Fritz Dölling senior och junior men efter en schism med ledningen för AB Stockholms Bryggerier lämnade far och son Dölling företaget. 
Bryggaryrket ville de dock inte lämna och så förvärvade de 1896 tillsammans med några affärsmän Österman & Co som på grund av sin föråldrade utrustning var billigt att köpa och dessutom hade en stor tomt. Man lät uppföra ett nytt modernt storbryggeri på fastigheten Åkern 5 vid Ringvägen 100 och gav det namnet AB Pilsenerbryggeriet. Med namnvalet ville man visa att pilsneröl var företagets huvudprodukt. Vid sekelskiftet 1900 stod bryggeriet klar och hade 119 anställda. Till arkitekt anlitades Arvid Ahrnborg som hade stor erfarenhet av den typen av industribyggnader.
I början av 1900-talet var konkurrensen ytterst hård inte mist genom priskartellen som AB Stockholms Bryggerier utövade. En annan stor oberoende aktör på pilsnermarknaden var dessutom nystartade Stora Bryggeriet och för Pilsenerbryggeriet var det svårt att få upp lönsamheten. En nisch som bryggeriet försökte var att försörja Stockholms skärgård med öl med egna fartyg; två ångsluparna Pilsen I och Pilsen II och två motorbåtar Pilsen III och Pilsen IV. Företaget försökte sig även i svagdricksbryggeri och hotellrörelse, men det blev bara förlustaffärer.
När den äldre Dölling dog drog sig även sonen ur rörelsen. Med storstrejken 1909 vändes företagets lilla vinst till förlust och man diskuterade en försäljning till Stockholms arbetare, men det fungerade inte, främst på grund av att bryggeriverksamhet rimmade illa med arbetarorganisationernas nyligen antagna nykterhetsmål. Istället köptes verksamheten av AB Stockholms Bryggerier för att omedelbart läggas ner och de moderna lokalerna kom således bara till användning i tretton år. Därmed var också historien om den bayerske ölbryggaren Fritz (Friedrich) Dölling slut; Dölling hade kommit 1856 som 15-åring till Stockholm för att brygga öl under hela sitt liv och hade ägt respektive grundat tre bryggerier; Nürnbergs Bryggeri, Hamburgerbryggeriet och Pilsenerbryggeriet.

## Historiska bilder från verksamheten

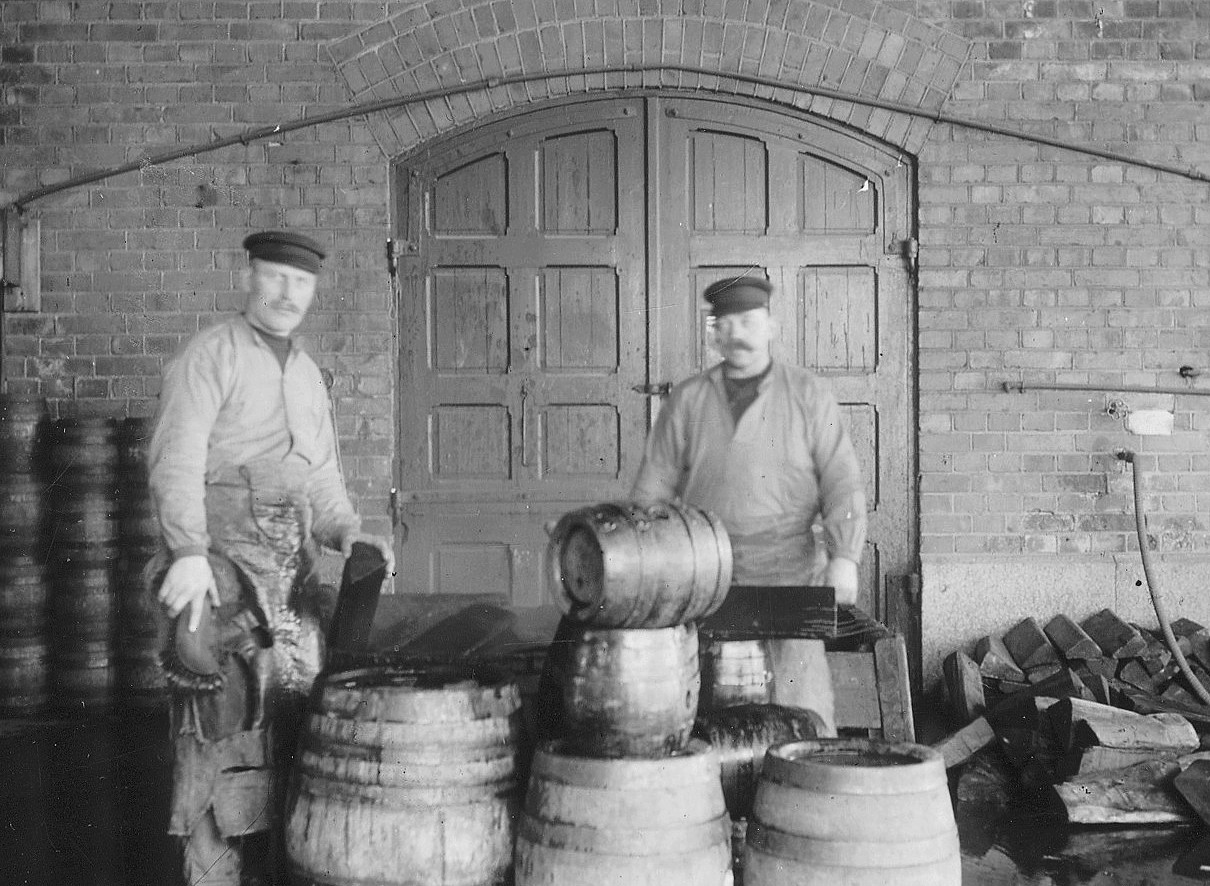
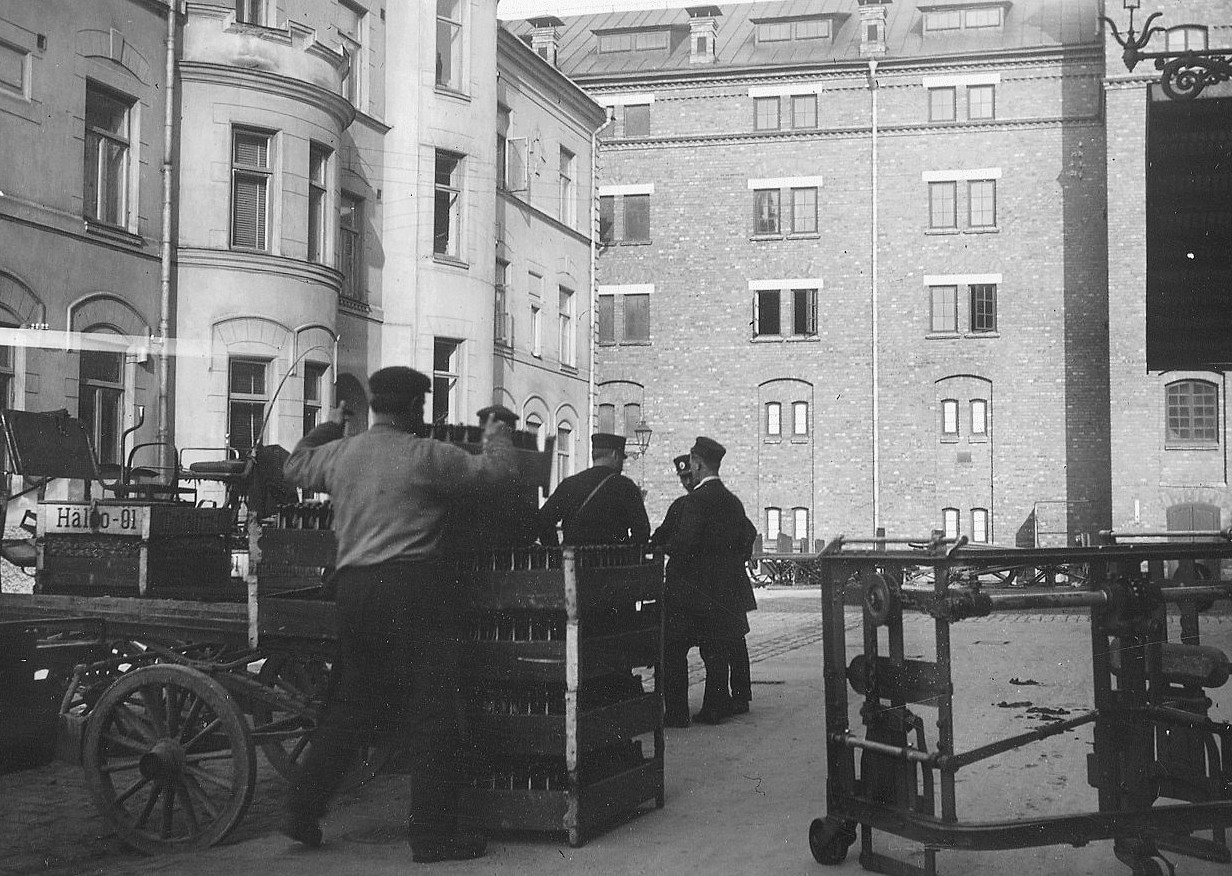
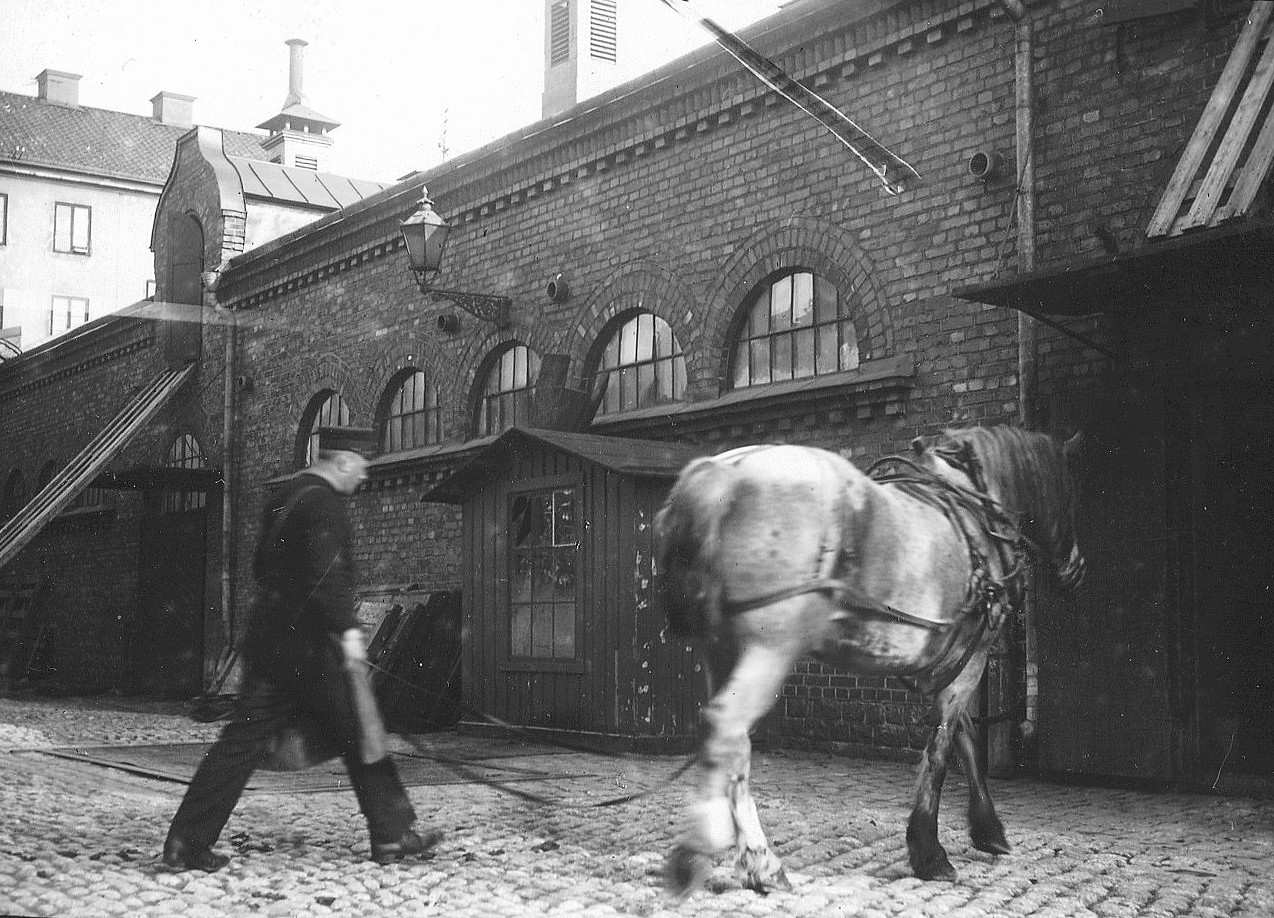
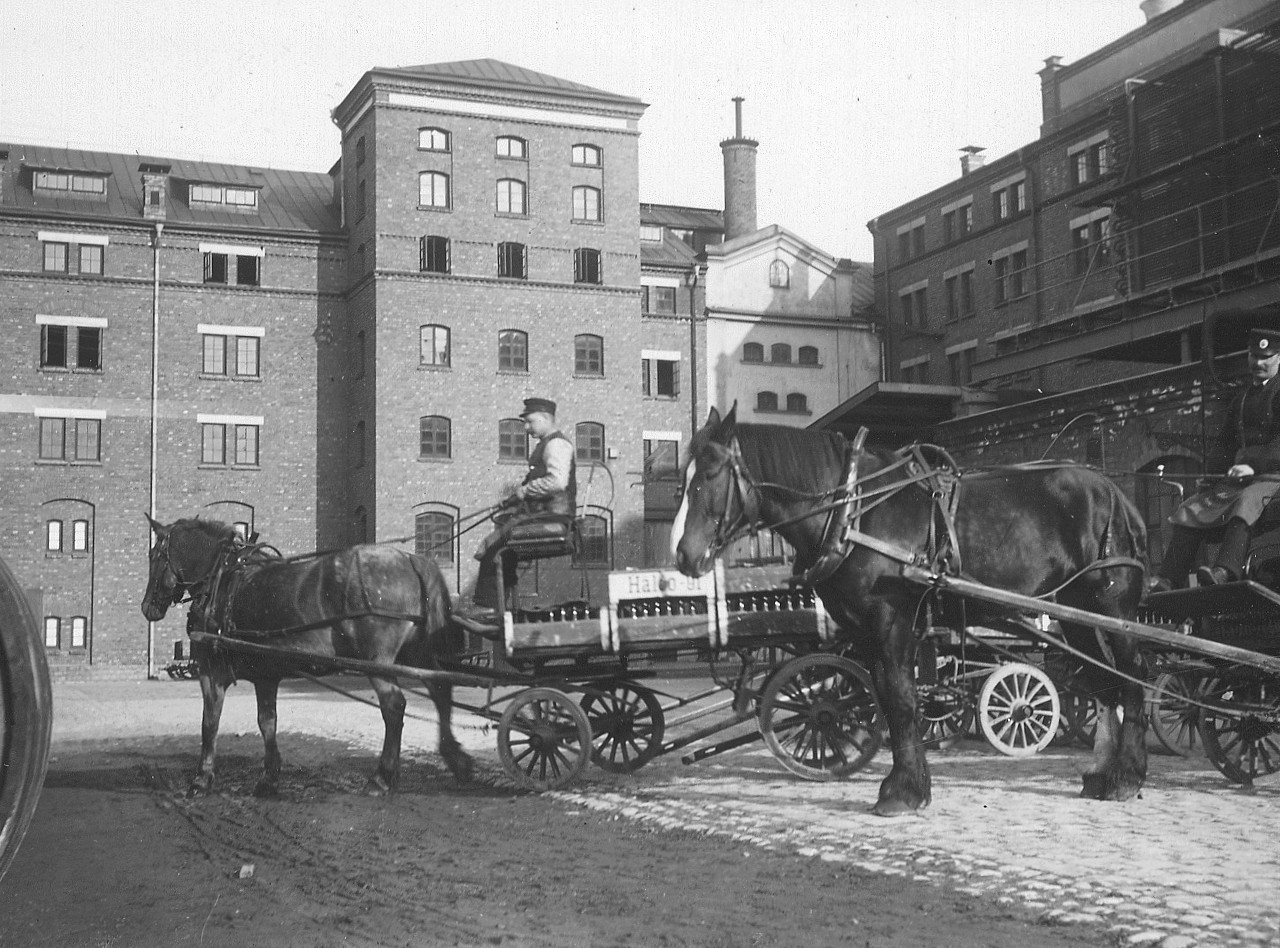

## Anläggningens vidare öden
Tomten som Pilsnerbryggeriet låg på delades efter bryggeriets nedläggning upp två tomter Åkern 5 och 12. Åkern 5 i kvarterets västra övertogs av AB Stockholms Glödlampsfabrik (senare Elektraverken). Det bestod av, förutom kontorshus med bostäder, bryggeribyggnader ritade av Arvid Ahrnborg 1897. Åkern 12 i kvarterets östra del förvärvades av Åhlén & Holm som lät bygga om några av bryggeriets byggnader till att bli Åhléns första varuhus och kontorsbyggnad. För ombyggnadsritningarna stod arkitekt Victor Fagerström. 1915 öppnade varuhuset, dagens Åhléns Söder, sina portar. Entrén var då från Ringvägen.